# Ахтуба (Саратовская область)
Ахтуба — село в Калининском районе Саратовской области.
Административный центр сельского поселения Ахтубинское муниципальное образование. На схематической карте Аткарского уезда 1912 года поселение называлась М. Ольшанка, а на карте населенных пунктов Саратовской губернии 1928 года М. Ольшанка и Ахтуба показаны рядом друг с другом.

## География
Находится на расстоянии примерно 11 километров на северо-запад от районного центра города Калининск.

## История
Официальная дата основания 1725 год. В другом источнике указано о создании в Баландинской вотчине графа Н. П. Шереметева, примерно в период с 1845 года по 1853 год, деревни Ольшанка (села Малая Дмитриевка (Ахтуба тож))). Деревня Малая Ольшанка образована выходцами из разросшегося села Ольшанка ставшей Большой Ольшанкой того же уезда. Деревня (церковь отсутствовала) с 1851 года по 1918 год входила в Аткарский уезд. С 12 ноября 1923 года по 8 (1) февраля 1924 года деревня Ольшанка, входила в Ахтубинский сельский совет Галаховской волости. В период с 8 февраля 1924 года по 16 июня 1928 года Ахтубинский (Мало-Ольшанский) сельсовет входил в Баландинскую волость. До 1923 года деревня Мало-Ольшанка (Ахтуба) входила с 16 декабря 1918 года в волости Широко-Уступскую, Ахтубинскую, и опять Широко-Уступскую. Примерно в этот период времени населённый пункт окончательно стал называться Ахтуба, для того чтобы не путать его с другими Ольшанками в Саратовской губернии.
В 1930-е годы в деревне «большевики» и им сочувствующие устроили коллективизацию, крепких хозяйственников (кулаков) раскулачили и выслали «на Севера», а их имущество было передано в первый колхоз «Великое начало», первым председателем избран участник Гражданской войны в России со стороны «красных» Д. Я. Лызин.
В советское время работал колхоз «Великое начало», в 1934 году он был разделён на два колхоза: «Имени К. Ворошилова» и «Имени С. Орджоникидзе». В 1943 году колхоз «Имени Ворошилова» разделили еще на два колхоза: «Имени К. Ворошилова» и «За Родину».
В 1951 году произошло укрупнение и три коллективных хозяйства объединили в одно, под названием колхоз «Имени К. Ворошилова».
В конце 1950-х годов году в селе Ахтуба существовало две сельско-хозяйственные артели под названиями: «Имени К. Ворошилова» и «Имени В. И. Чапаева».

## Население
Постоянное население составило 838 человека (русские 88 %) в 2002 году, 639 в 2010.